# Procellariiformes
Procellariiformes é uma ordem de aves marinhas, compreendendo animais como os albatrozes, os petréis, os painhos-de-cauda-quadrada, os fulmares e os bobos-de-cauda-curta. Atualmente possui 135 espécies aceitas

## Caracterização
São aves oceânicas ou pelágicas, na sua maioria encontradas no Hemisfério Sul. Apresentam ranfotecas da maxila e mandíbula composta por várias placas distintas, ponta da maxila em forma de gancho (para capturar presas lisas e rápidas), narinas em forma de tubo para auxiliar na excreção de sal, e patas usadas para natação, auxiliando na decolagem e pouso na água. Apresentam adaptações para utilizar alguns dos tipos de alimentos disponíveis no mar, possuindo hábito alimentar muito diverso, alimentando-se desde zooplânctons (espécies menores), até lulas e peixes maiores (espécies maiores).
Todos possuem narinas tubulares. Enquanto as narinas dos albatrozes são separadas pela crista superior do bico, nos petréis as narinas esquerda e direita são fundidas no topo do bico em um único tubo dividido por um septo vertical, com função que se acredita ser auxiliar no olfato, bem desenvolvido em relação às demais aves. Também é possível que os tubos desempenhem algum papel na distribuição das secreções da glândula uropigial, o que pode ser responsável pelo odor almiscarado característico da maioria dos Procelariiformes. O intestino não tem um papo. Em vez disso, a parte inferior do esôfago é uma grande bolsa, o proventrículo. Na maioria das aves, as paredes do proventrículo são lisas, ao contrário deste grupo, que apresenta paredes espessas, glandulares, e muito dobradas.

## Diversidade

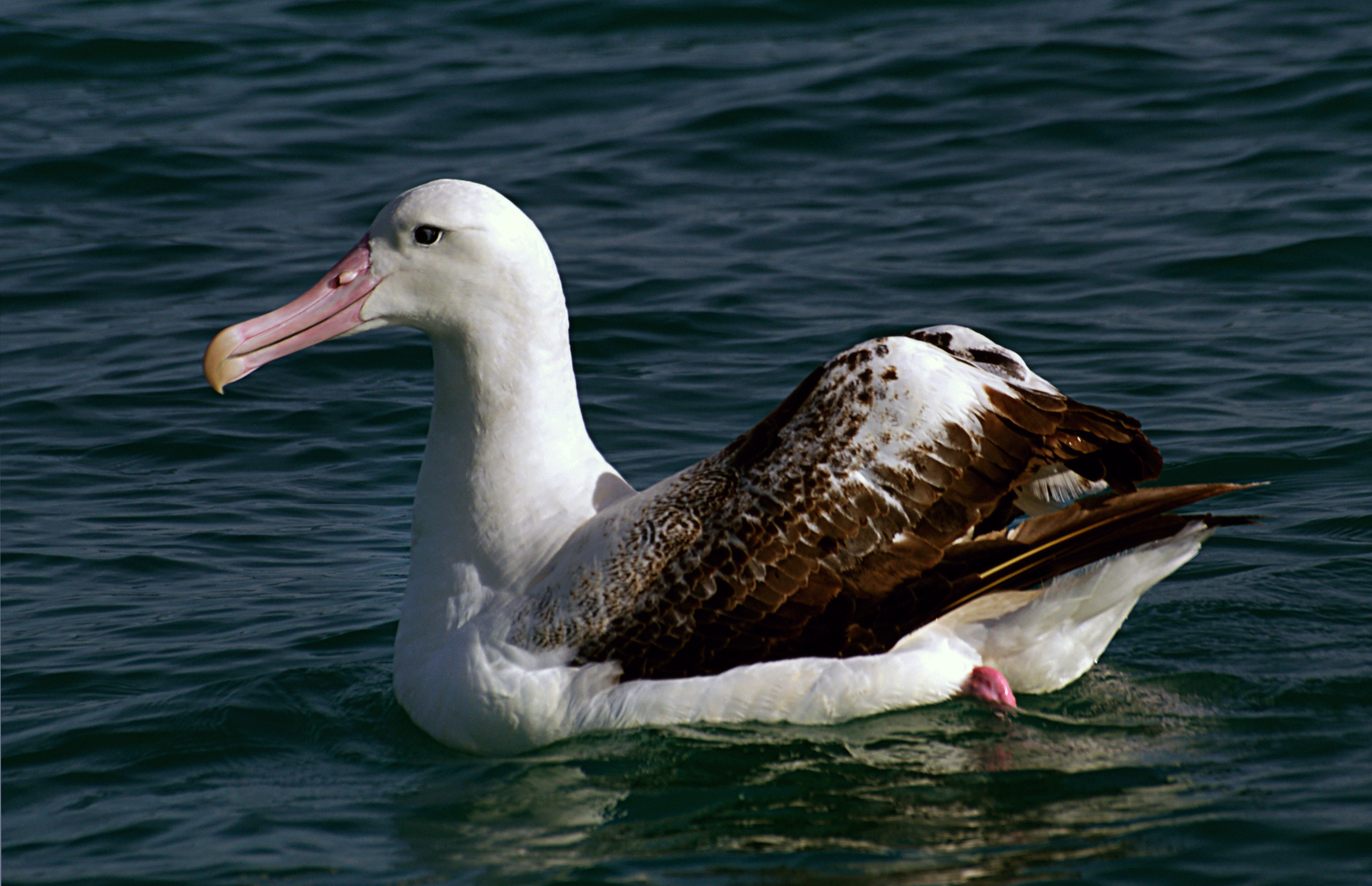
Figura 1 - Albatroz na Nova Zelândia.

A ordem Procellariiformes apresenta 4 famílias:

### Diomedeidae Gray, 1840
Os albatrozes (Fig.1) são facilmente reconhecidos pelo seu grande tamanho e separação dos tubos nasais esquerdo e direito. O úmero estendido pode ser "travado" no lugar por tendões, impedindo que a asa seja elevada para cima da horizontal. Uma vez que o úmero está ligeiramente retraído da posição para frente, a trava não mais funciona e a asa pode ser levantada. Por conseguinte, esse bloqueio facilita o deslizamento dessas aves.

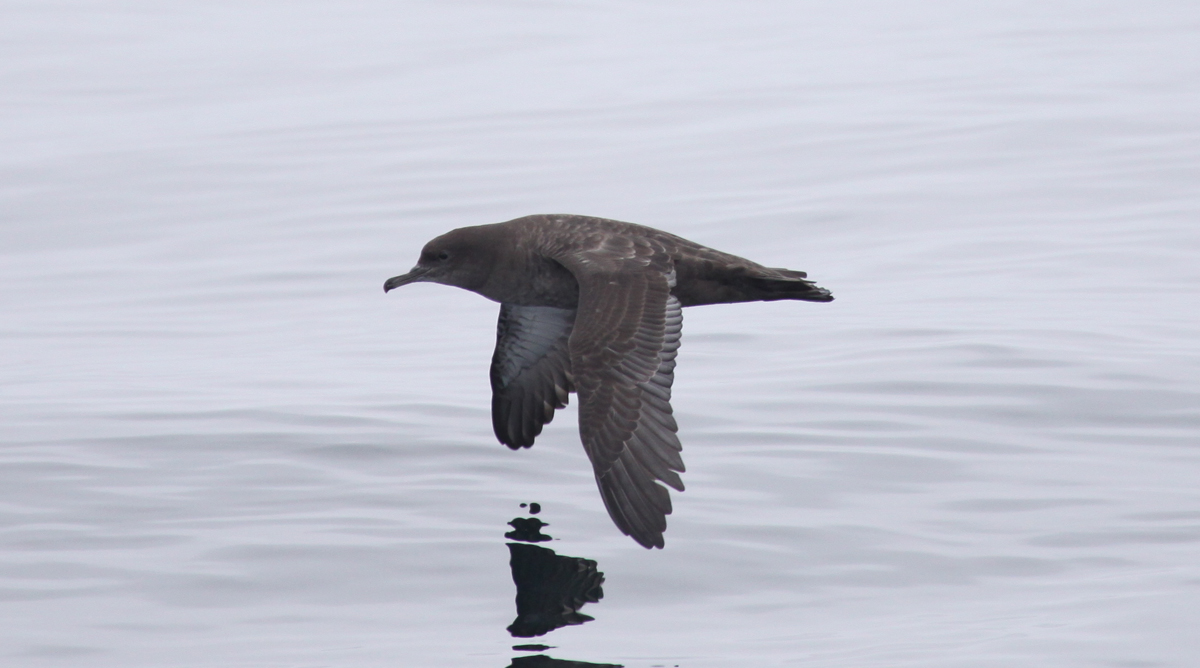
Figura 2 - Puffinus griseus, da ordem Procellariidae.

### Procellariidae Vigors, 1825
Família mais diversa dentro da ordem, com 84 espécies (Fig.2). Possuem tamanho médio, com o peso variando de 90 a 4500g. Esse grupo se mostra bem definido por uma ausência de características das outras três famílias. Os fulmarinos são geralmente de médio a grande porte, frequentemente espécies necrófagas. As chamadas cagarras incluem espécies mais aéreas, que obtêm seu alimento na superfície ou próximo a ela, e outras que são mergulhadoras experientes e profundas.

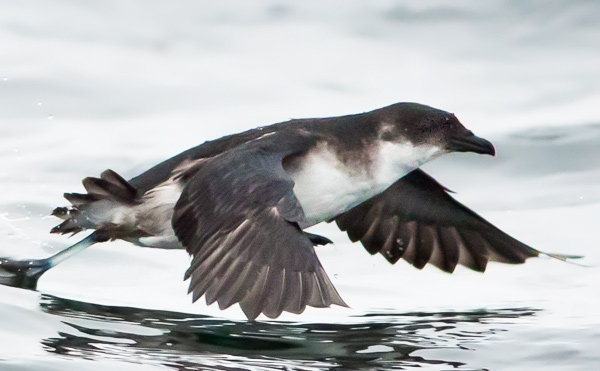
Figura 3 - Pelecanoides garnotii, da ordem Pelecanoididae.

### Pelecanoididae Gray, 1871
Aves mergulhadoras, todas do único gênero Pelecanoides (Fig.3). São caracterizadas por flanges - ou processos parasseptais - ligados ao septo central dividindo as duas narinas. A função desses processos é incerta, mas podem servir para reduzir a entrada de água nas narinas voltadas para cima. Os que mergulham são pequenos (100 a 130g) e muito semelhantes em plumagem, preto brilhante acima e branco abaixo. Apresentam voo rápido, em asas curtas e atarracadas. Este estilo de voo está associado a meios de progressão subaquática, usando as asas semicerradas como remos. Os petréis de mergulho perdem as penas da asa principal e da cauda simultaneamente e tornam-se incapazes de voar.

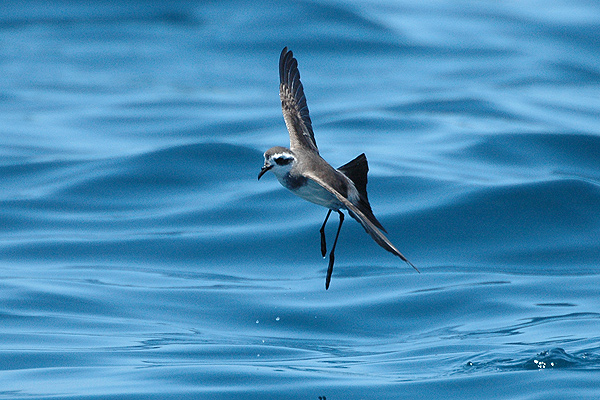
Figura 4 - Pelagodroma marina, da ordem Hydrobatidae.

### Hydrobatidae Mathews, 1913
São pequenas aves marinhas, normalmente com menos de 100g, com narinas conspícuas, frequentemente inclinadas para cima nas extremidades. A subfamília Oceanitinae (Fig.4) apresenta asas relativamente curtas com apenas dez caudas secundárias quadradas e pernas longas que se estendem além da cauda. Isso pode estar associado aos ventos mais fortes do hemisfério sul e ao fato de que essas aves se alimentam deslizando-se lentamente. À medida que deslizam, eles quase parecem estar caminhando sobre a água, pois seus pés oscilantes frequentemente tocam a superfície.

## Distribuição geográfica
São distribuídos mundialmente, sendo que a maioria de suas ocorrências acontece nos Estados Unidos da América, seguido de Austrália e Antártica. São principalmente observados na Zona Temperada Sul e Glacial Sul, no Oceano Glacial Antártico.

## Registro fóssil
Supõe-se que a espécie mais antiga de Procelariiformes seja Tytthostonyx glauconiticus, do final do Cretáceo de Nova Jersey. Seguindo esta espécie, vários táxons foram descritos, do Paleoceno e do Eoceno. Existem razões morfológicas que contribuem para a suspeita de um ancestral comum para Procelariiformes e pinguins; isso sugeriria uma origem do hemisfério Sul para esta ordem. Certamente os Procelariiformes hoje são mais diversos no hemisfério Sul.

## Filogenia
Estudos recentes de uma topologia baseada na análise de máxima verossimilhança de dados moleculares propõem a seguinte filogenia para Procellariiformes:
|  | Diomedeidae                                                       |
|  |                                                                   |
|  | \| \| Pelecanoididae \| \| \| \| \| \| Procellariidae \| \| \| \| |
|  |                                                                   |
|  | Pelecanoididae                                                    |
|  |                                                                   |
|  | Procellariidae                                                    |
|  |                                                                   |

|  | Pelecanoididae |
|  |                |
|  | Procellariidae |
|  |                |

|  | Diomedeidae                                                       |
|  |                                                                   |
|  | \| \| Pelecanoididae \| \| \| \| \| \| Procellariidae \| \| \| \| |
|  |                                                                   |
|  | Pelecanoididae                                                    |
|  |                                                                   |
|  | Procellariidae                                                    |
|  |                                                                   |

|  | Pelecanoididae |
|  |                |
|  | Procellariidae |
|  |                |

1. 1 2 3 4 5 6 7 8 9  SCHREIBER, Elizabeth Anne; BURGER, Joanna (2002). Biology of Marine Birds. United States of America: CRC Press LLC. 741 páginas
2. ↑  WoRMS (2020). Procellariiformes. Accessed at: http://www.marinespecies.org/aphia.php?p=taxdetails&id=2686 on 2020-11-01
3. ↑  BRANCO, Joaquim Olinto. AVES MARINHAS. Curso de Oceanografia do CTTMar. Disponível em: <http://www.avesmarinhas.com.br/AVES%20MARINHAS%20-%20aulas.pdf> Acesso em: 01 Nov. 2020.
4. ↑  WoRMS (2020). Procellariidae Vigors, 1825. Accessed at: https://www.marinespecies.org/aphia.php?p=taxdetails&id=136998 on 2020-11-04
5. ↑  WoRMS (2020). Pelecanoididae Gray, 1871. Accessed at: https://www.marinespecies.org/aphia.php?p=taxdetails&id=225743 on 2020-11-04
6. ↑  «Occurence». Global Biodiversity Information Facility - GBIF. Consultado em 1 de novembro de 2020
7. ↑  Smith ND (2010) Phylogenetic Analysis of Pelecaniformes (Aves) Based on Osteological Data: Implications for Waterbird Phylogeny and Fossil Calibration Studies. PLoS ONE 5(10): e13354. https://doi.org/10.1371/journal.pone.0013354